# كهف عزيزة

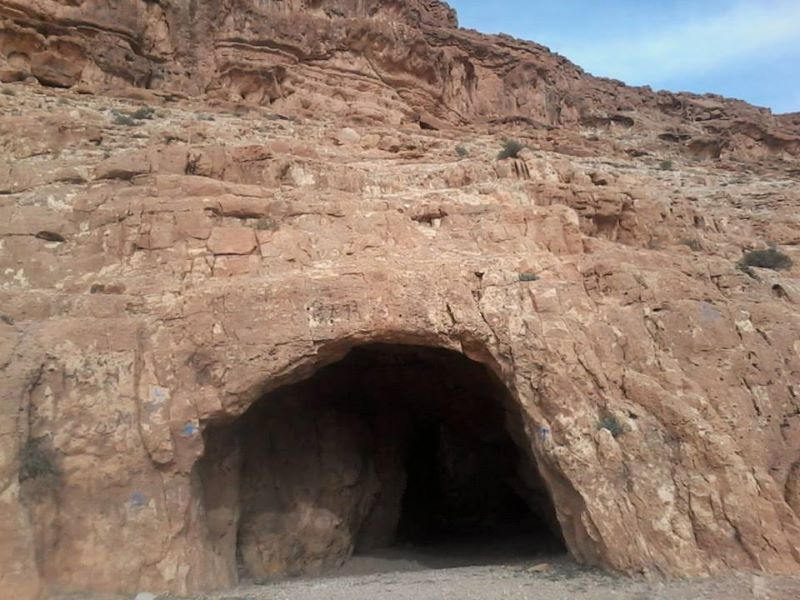
مدخل كهف عزيزة

كهف عزيزة هو كهفٌ يقع قُرب بوذنيب في إقليم الرشيدية بِالمغرب. يبلغُ طُوله حوالي 4 كيلومترات، ويُعتبر أحد الكهوف الستة الكُبرى في المغرب.